# Товпеко, Александр Григорьевич
Александр Григорьевич Товпеко (Толпеко) (бел. Аляксандр Рыгоравіч Таўпе́ка; 1907 / 1914 —1944) — старшина Рабоче-крестьянской Красной Армии, участник Великой Отечественной войны, Герой Советского Союза (1944).

## Биография
Александр Товпеко родился в 1907 году в деревне Докторовичи (ныне — Копыльский район Минской области Белоруссии). После окончания четырёх классов школы работал в сельском хозяйстве. В 1929—1936 годах проходил службу в Рабоче-крестьянской Красной Армии. По окончании службы устроился рабочим на Усть-Ижорский фанерный завод, затем работал в пожарной охране.
В 1941 году Товпеко повторно был призван в армию. С начала Великой Отечественной войны — на её фронтах.
К июню 1944 года старшина Александр Товпеко командовал миномётным расчётом 133-го стрелкового полка 72-й стрелковой дивизии 21-й армии Ленинградского фронта. Отличился во время освобождения Ленинградской области. 14 июня 1944 года расчёт Александра Товпеко принимал активное участие в боях за Карельский перешеек и Выборг. 
В бою за станцию Куутерселькя в момент, когда противник вел шквальный огонь, который мешал продвижению 8-й стрелковой роте, он со своим расчётом первым бросился в атаку, выбил противника из траншей и ворвался в населенный пункт Куутерселькя. В траншейном бою и рукопашной старшина Товпеко убил офицера, четырёх солдат противника и одного взял в плен. За заслуги награждён орденом Красного Знамени. 21 июня 1944 года Товпеко погиб в бою за железнодорожную станцию Тали. Похоронен у посёлка Красный Холм Выборгского района Ленинградской области в братской могиле мемориала «Петровка».
Указом Президиума Верховного Совета СССР от 21 июля 1944 года старшина Александр Товпеко посмертно был удостоен высокого звания Героя Советского Союза. Также посмертно был награждён орденом Ленина.

## Награды и звания
- Герой Советского Союза
- Орден Ленина
- Орден Красного Знамени

## Память
- В честь А. Г. Товпеко названа одна из главных улиц посёлка Понтонный Колпинского района Санкт-Петербурга.
- В 1975 году на 30-летие Победы установлена памятная доска герою на доме № 18 со стороны платформы.
- В музее Усть-Ижорского фанерного комбината хранится бюст А. Товпеко в исполнении скульптора К. П. Бобкова[7].
- В д. Докторовичи Копыльского района Минской области в средней школе установлена мемориальная доска в честь Героя.

## Расхождения в личных данных
В документах имеются расхождения в указании года рождения (1907 или 1914), а также в написании фамилии: в различных источниках встречаются варианты Товпеко, Тавпеко, Товпенко, Толпенко. По словам сестры Героя, правильное написание фамилии — Толпеко.